# Мегаломан
Мегаломан је поремећај у доживљају реалних способности личности. Мегаломан уображава да је геније, велики уметник, непризнати научник, месија или рођени војсковођа. Он увек има нереалне планове и недостижно високе циљеве који му дају привид изузетног значаја, важности и више вредности у односу на „обичне људе”.